# Saturn-Award-Verleihung 1985
Die 12. Saturn-Award-Verleihung fand am 9. Juni 1985 statt. In diesem Jahr wurde erstmals der Preis für den besten Jungdarsteller vergeben.
Erfolgreichste Produktion mit fünf Auszeichnungen wurde Gremlins – Kleine Monster.

## Nominierungen und Gewinner

### Film
| Kategorie                    | Preisträger                  | Film                            | Nominierungen |
| ---------------------------- | ---------------------------- | ------------------------------- | --- |
| Bester Science-Fiction-Film  |                              | Terminator                      | 2010: Das Jahr, in dem wir Kontakt aufnehmen Der Wüstenplanet Star Trek III: Auf der Suche nach Mr. Spock Starman |
| Bester Horrorfilm            |                              | Gremlins – Kleine Monster       | Die dunkle Macht der Finsternis Dreamscape – Höllische Träume Der Feuerteufel Nightmare – Mörderische Träume |
| Bester Fantasyfilm           |                              | Ghostbusters – Die Geisterjäger | Greystoke – Die Legende von Tarzan, Herr der Affen Indiana Jones und der Tempel des Todes Splash – Eine Jungfrau am Haken Die unendliche Geschichte |
| Beste Regie                  | Joe Dante                    | Gremlins – Kleine Monster       | Steven Spielberg für Indiana Jones und der Tempel des Todes Ron Howard für Splash – Eine Jungfrau am Haken Leonard Nimoy für Star Trek III: Auf der Suche nach Mr. Spock James Cameron für Terminator                                                        |
| Bestes Drehbuch              | James Cameron Gale Anne Hurd | Terminator                      | Earl MacRauch für Buckaroo Banzai – Die 8. Dimension Chris Columbus für Gremlins – Kleine Monster Willard Huyck & Gloria Katz für Indiana Jones und der Tempel des Todes Alex Cox für Repo Man                                                               |
| Beste Spezialeffekte         | Chris Walas                  | Gremlins – Kleine Monster       | Richard Edlund für 2010: Das Jahr, in dem wir Kontakt aufnehmen Lawrence E. Benson für Die dunkle Macht der Finsternis Barry Nolan für Der Wüstenplanet Ralph Winter für Star Trek III: Auf der Suche nach Mr. Spock                                         |
| Beste Musik                  | Jerry Goldsmith              | Gremlins – Kleine Monster       | Ralph Burns für Die Muppets erobern Manhattan Giorgio Moroder & Klaus Doldinger für Die unendliche Geschichte Michel Colombier für Purple Rain Brad Fiedel für Terminator                                                                                    |
| Bestes Kostüm                | Bob Ringwood                 | Der Wüstenplanet                | John Mollo für Greystoke – Die Legende von Tarzan, Herr der Affen Anthony Powell für Indiana Jones und der Tempel des Todes Robert Fletcher für Star Trek III: Auf der Suche nach Mr. Spock Patricia Norris für 2010: Das Jahr, in dem wir Kontakt aufnehmen |
| Bestes Make-Up               | Stan Winston                 | Terminator                      | Giannetto De Rossi für Der Wüstenplanet Greg LaCava für Gremlins – Kleine Monster Gary Liddiard & Tom Smith für Indiana Jones und der Tempel des Todes Robert J. Schiffer für Splash – Eine Jungfrau am Haken                                                |
| Bester Hauptdarsteller       | Jeff Bridges                 | Starman                         | Harrison Ford für Indiana Jones und der Tempel des Todes George Burns für Oh Gott! Du Teufel William Shatner für Star Trek III: Auf der Suche nach Mr. Spock Arnold Schwarzenegger für Terminator                                                            |
| Beste Hauptdarstellerin      | Daryl Hannah                 | Splash – Eine Jungfrau am Haken | Nancy Allen für Das Philadelphia Experiment Karen Allen für Starman Helen Slater für Supergirl Linda Hamilton für Terminator |
| Bester Nebendarsteller       | Tracey Walter                | Repoman                         | Dick Miller für Gremlins – Kleine Monster John Candy für Splash – Eine Jungfrau am Haken John Lithgow für Buckaroo Banzai – Die 8. Dimension Robert Preston für The Last Starfighter                                                                         |
| Beste Nebendarstellerin      | Polly Holliday               | Gremlins – Kleine Monster       | Grace Jones für Conan der Zerstörer Mary Woronov für Der Komet Kirstie Alley für Runaway – Spinnen des Todes Judith Anderson für Star Trek III: Auf der Suche nach Mr. Spock                                                                                 |
| Bester Nachwuchsschauspieler | Noah Hathaway                | Die unendliche Geschichte       | Drew Barrymore für Der Feuerteufel Corey Feldman für Gremlins – Kleine Monster Jonathan Ke Quan für Indiana Jones und der Tempel des Todes Jsu Garcia für Nightmare – Mörderische Träume                                                                     |

### Ehrenpreise
| Kategorie                 | Preisträger      | Film | Nominierungen |
| ------------------------- | ---------------- | ---- | ------------- |
| George Pal Memorial Award | Douglas Trumbull |      |               |
| President’s Award         | Jack Arnold      |      |               |